# Zama Regia
Zama Regia (dite parfois Zama Maior, ou juste Zama) est une ville antique d'origine numide, rattachée ultérieurement à la Proconsulaire romaine, située en Tunisie actuelle.
Zama fut le théâtre d’une bataille célèbre entre Romains et Carthaginois en 202 avant l’ère chrétienne, où l'armée romaine, conduite par Scipion l'Africain et alliée à l'armée numide de Massinissa, a écrasé définitivement l'armée d'Hannibal, mettant fin à la deuxième guerre punique.
Plusieurs localisations ont longtemps été proposées, et vivement débattues, à son sujet. Mais l'inscription publiée par Ahmed Ferjaoui (AE 2002, 1668) a confirmé l'hypothèse, parfois retenue précédemment, envisageant que les vestiges de Zama (CIL 06, 01686 : Colonia Aelia Hadriana Augusta Zama Regia) puissent se trouver près du village de Jama, à huit kilomètres à l'Ouest de la ville de Siliana.
Marie Joseph Letaille déchiffre le nom latin de la ville de Macteur : " Colonia Acha Aurelia Mactaris ", il en reconnaît les ruines et celles de la région des Hammada et pense découvrir à Djama l’emplacement de la ville de Zama en 1885.